# Nuno Bettencourt
Nuno Duarte Gil Mendes Bettencourt, più conosciuto come Nuno Bettencourt (Praia da Vitória, 20 settembre 1966), è un chitarrista portoghese naturalizzato statunitense, noto per essere membro degli Extreme.

## Biografia
All'età di quattro anni, la sua famiglia si è trasferita negli Stati Uniti, a Boston. Come tutti i dieci fratelli della famiglia, decide di studiare musica e si dedica dapprima alla batteria; probabilmente è questo il momento in cui comincia a svilupparsi lo spiccato senso ritmico che caratterizza il suo stile. Successivamente però abbandona lo studio della batteria per dedicarsi prima al basso, e infine alla chitarra e alla tastiera.
Dopo aver suonato in varie band non molto conosciute, nel 1985 entra negli Extreme, band fondata dal cantante Gary Cherone e dal batterista Paul Geary, sostituendo l'originario chitarrista Hal Lebeaux. Il genere suonato dagli Extreme può essere definito funk metal, termine che meglio denota la grande attenzione che i quattro membri hanno sempre dato all'aspetto del ritmo. In particolare, Bettencourt si fa notare nel panorama chitarristico proprio per il suo stile fortemente ritmato, innovativo e molto originale, tuttavia ispirato a quello di Eddie Van Halen. La sua bravura lo porta ai vertici del chitarrismo mondiale, tanto che nel 1992 viene chiamato ospite al Guitar Legends tenutosi a Siviglia, suonando insieme a Brian May, Joe Walsh, Joe Satriani e Steve Vai.
Gli Extreme raggiungono la loro massima popolarità con l'album Pornograffitti, in cui emerge chiaramente il virtuoso stile chitarristico di Bettencourt, che nell'introduzione della traccia He-Man Woman Hater suona una sua personale rivisitazione del celebre Il volo del calabrone di Nikolaj Andreevič Rimskij-Korsakov. Gli Extreme si sciolgono nell'ottobre del 1995 per poi riunirsi definitivamente nel 2007.

## Strumentazione
Dal 1990 Bettencourt è endorser per Washburn, azienda statunitense di chitarre, la quale lo omaggia del modello N4 Nuno Bettencourt Model da lui disegnato e rimasto in produzione nel corso degli anni. Prima del modello N4 aveva utilizzato, sempre negli anni novanta, il modello N2 della stessa casa. L'inizio della sua carriera con gli Extreme lo vide tuttavia utilizzare, durante la fine degli anni ottanta, una chitarra Schecter modello Stratocaster con ponte Floyd Rose, non verniciata e con applicato un manico Warmoth e un pickup Bill Lawrence; tale strumento veniva utilizzato in coppia con un amplificatore Marshall da 100 W. Ha utilizzato notoriamente anche amplificatori Fender, Hughes and Kettner (modello TriAmp), e una testata Soldano di cui vi sono incertezze riguardo al modello.

## Carriera solista e altri progetti

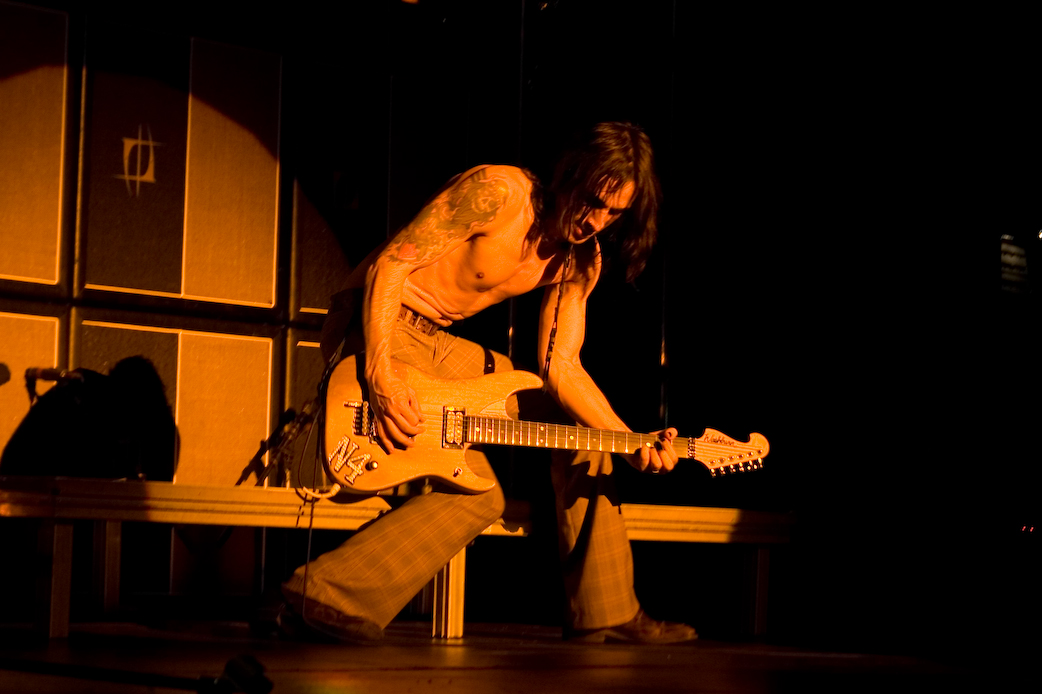
Nuno Bettencourt in concerto nel 2008

Dopo lo scioglimento degli Extreme, Bettencourt si cimenta nel suo primo ed unico lavoro solista, Schizophonic, uscito sul mercato statunitense l'11 febbraio 1997 per l'etichetta A&M Records. Si tratta di un disco a cavallo tra il rock e il grunge, suonato e cantato quasi esclusivamente da Bettencourt. Nonostante i consensi dei nostalgici degli Extreme, però, il grande pubblico non concede un margine di vendite sufficiente ad incoraggiare la carriera solista di Bettencourt, e i progetti futuri come solista vengono accantonati.
In seguito allo scioglimento degli Extreme, dopo aver militato nei Mourning Widows, entra a far parte della nuova formazione dei Population 1. La band assume il nome definitivo di DramaGods.
Nel 2004 entra nei Satellite Party, band formata dal cantante Perry Farrell successivamente allo scioglimento dei Jane's Addiction.
Nel 2008 partecipa alla reunion degli Extreme, che tornano sulla scena mondiale con la formazione "storica" al completo, eccezion fatta per il batterista Paul Geary sostituito da Kevin Figueiredo dei Dramagods.
Dal Last Girl on Earth Tour è il chitarrista di Rihanna durante le sue performance live.

## Vita privata
Bettencourt è stato sposato con Suze DeMarchi, cantante del gruppo australiano Baby Animals, dal 1994 fino al 2013. Insieme hanno avuto due figli, nati rispettivamente nel 1996 e nel 2002. La coppia si è separata nel 2009.
Nel 1998 recita nel film Solo una questione di sesso nel ruolo di Vince, The Pizza Guy. Nel 2012 compie invece un cameo nel musical Rock of Ages.
È tifoso della squadra di calcio Sport Lisboa e Benfica.

## Discografia

### Da solista
- Nuno - Schizophonic (1997)

### Con gli Extreme

#### Album in studio
- Extreme (1989)
- Extreme II: Pornograffitti (1990)
- III Sides to Every Story (1992)
- Waiting for the Punchline (1995)
- Saudades de Rock (2008)
- Six (2023)

#### Live
- Take Us Alive (2010)
- Pornograffitti Live 25 (2016)

#### Raccolte
- The Best of Extreme - An Accidental Collication of Atoms? (2000)
- 20th Century Masters - The Millennium Collection: The Best of Extreme (2002)

### Con i Mourning Widows
- Mourning Widows (1998)
- Furnished Souls for Rent (2000)

### Con i Population 1
- Population 1 (2002)
- Sessions from Room 4 (2004)

### Con i DramaGods
- Love (2005)

### Con i Satellite Party
- Ultra Payloaded (2007)

### Altri album
- Jim Gilmore - Putting Back the Rock (1990)
- Dweezil Zappa - Confessions (1991)
- Danger Danger - Screw It! (1991)
- Baby Animals - Shaved and Dangerous (1993)
- The Dan Reed Network - Mixin' It Up (1993)
- Robert Palmer - Honey (1994)
- Flesh - Flesh (1994)
- Vari artisti - Guitars That Rule the World (1998)
- Superzero - Attack of the Air Monkeys (1999)
- Ozzy Osbourne - Prince of Darkness (2005)
- Satellite Party - Ultra Payloaded (2007)
- Nuno Bettencourt & Baby Animals - Smart People Original Soundtrack (2008)
- Rihanna - Loud (2010)
- Joe Jonas - Fastlife (2011)
- Steel Panther - Balls Out (2011)
- Rihanna - Talk That Talk (2011)
- Rihanna - Anti (2016)
- Nickelback - Feed the Machine (2017)

### Apparizioni in compilation
- Numbers from the Beast: An All Star Salute to Iron Maiden (2005)